# Adriaan von Müller

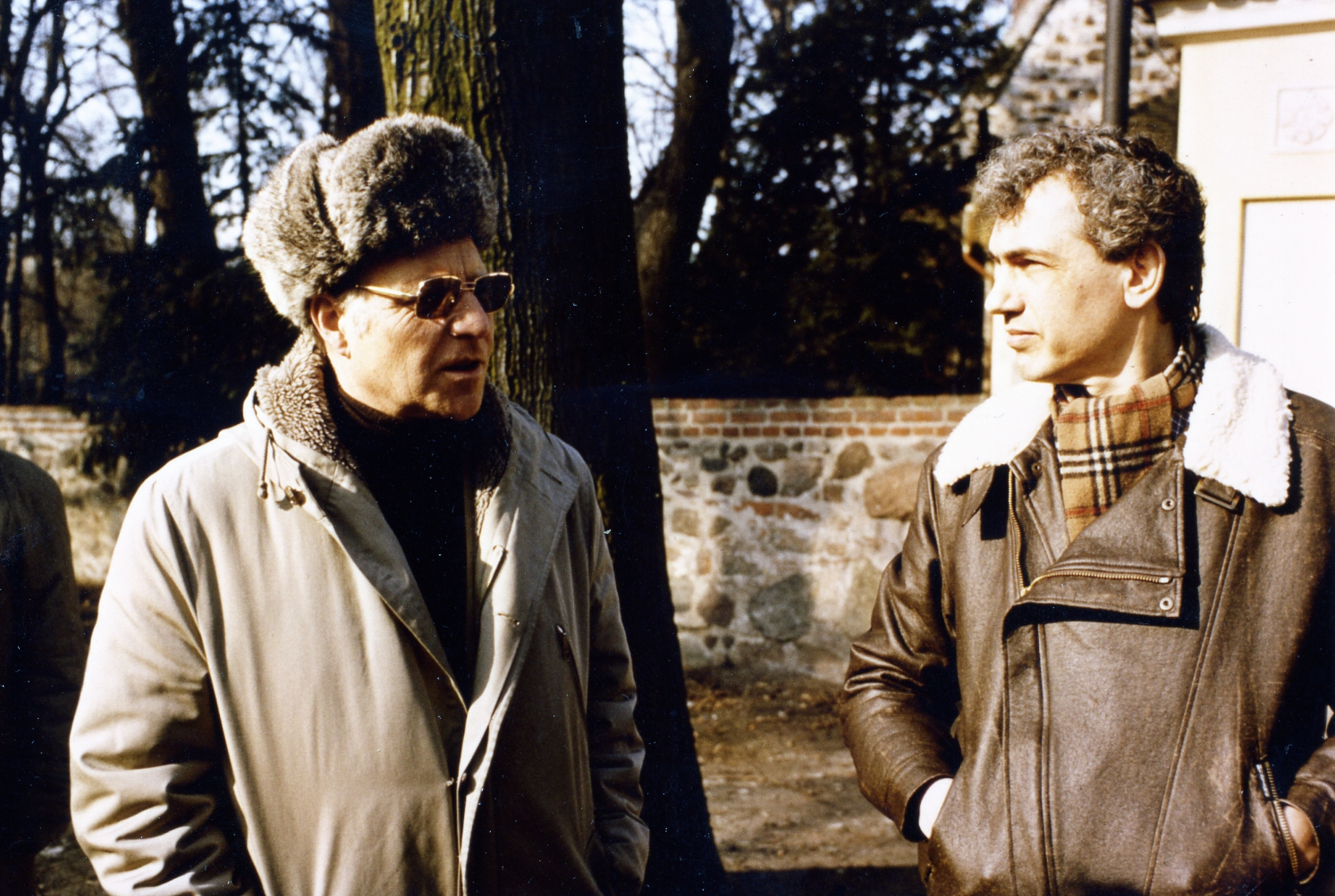
Adriaan von Müller 1983 (links)

Adriaan Marius Cornelis von Müller (* 30. März 1928 in Berlin; † 28. November 2021) war ein deutscher Ur- und Frühgeschichtler. Sein Fachgebiet war die  Mittelalterarchäologie.

## Leben
Adriaan von Müller wurde als Sohn von Otto von Müller und  Therese geb. van der Bijll geboren. Nach dem Besuch des Gymnasiums und einem Studium wurde er 1953 an der Universität Bonn mit der Dissertation Die Grabfunde des 1. und 2. Jahrhunderts n. Chr. zwischen unterer Elbe und unterer Oder in ihren Beziehungen zum skandinavischen Fundgut zum Dr. phil. promoviert. 1956/57 war er Assistent, 1958–65 Kustos und von 1967 bis 1990 schließlich Direktor des Museums für Vor- und Frühgeschichte in Berlin. Seit 1975 war er auch Honorarprofessor der Freien Universität Berlin. Grabungen führten ihn in den Irak (1956/57) und nach Indien (1966/67).
Müller war ordentliches Mitglied der Historischen Kommission zu Berlin, des Deutschen Archäologischen Instituts und Ehrenmitglied der polnischen Numismatischen Gesellschaft. Er wurde mit dem Orden für Verdienste um die polnische Kultur und dem Bundesverdienstkreuz am Bande 1984 ausgezeichnet.
Müller heiratete 1952 Dorothea Beyer, mit der er drei Kinder hatte. Nach der Scheidung ging er 1974 eine zweite Ehe ein. Mit seiner Frau Klara Muči hatte er zwei Söhne.

## Schriften (Auswahl)
- Die Grabfunde des 1. und 2. Jahrhunderts n. Chr. zwischen unterer Elbe und unterer Oder in ihren Beziehungen zum skandinavischen Fundgut. Dissertation, Bonn 1953
- Formenkreise der älteren römischen Kaiserzeit im Raum zwischen Havelseenplatte und Ostsee. Lehmann, Berlin 1957
- mit Wolfram Nagel (Hrsg.): Gandert-Festschrift zum sechzigsten Geburtstag von Otto-Friedrich Gandert am 8. August 1958. Lehmann, Berlin-Lichterfelde 1959
- Vorläufiger Bericht über die von dem Deutschen Archäologischen Institut und der Deutschen Orient-Gesellschaft aus Mitteln der Deutschen Forschungsgemeinschaft unternommenen Ausgrabungen in Uruk-Warka. Mann, Berlin 1959 (= Abhandlungen der Deutschen Orient-Gesellschaft, Nr. 4)
- mit Wolfram Nagel: Kunst im Handwerk früher Völker. Museum für Vor- u. Frühgeschichte, Berlin 1961
- Fohrde und Hohenferchesar. Zwei germanische Gräberfelder der frühen römischen Kaiserzeit aus der Mark Brandenburg. de Gruyter, Berlin 1962
- mit Hermann Pohle: Die jungbronzezeitliche Siedlung von Berlin-Lichterfelde. Hessling, Berlin 1964, 2. Auflage 1975, ISBN 3-7769-0142-X (= Berliner Beiträge zur Vor- und Frühgeschichte, Band 9)
- Berlins Urgeschichte. 55000 Jahre Mensch und Kultur im Berliner Raum. Hessling, Berlin 1964, 2. Auflage 19671, ISBN 3-7769-0111-X (= Schriften zur Berliner Kunst- und Kulturgeschichte, Band 6)
- Berlin vor 800 Jahren. Städte, Dörfer, Wüstungen von der Gründung bis zum 14. Jahrhundert. Hessling, Berlin 1968 (= Schriften zur Berliner Kunst- und Kulturgeschichte, Band 11)
- Geschichte unter unseren Füßen. Archäologische Forschungen in Europa. List, München 1968
- mit Wolfram Nagel: Frühe Bauern- und Schriftkulturen. Staatliche Museen, Berlin 1969 (= Stufen der Kultur zwischen Morgen- und Abendland, Heft 2)
- mit Gerdt Kutscher u. Stephan Waetzoldt (Hrsg.): Acta Praehistorica et Archaeologica. Band 1–15, 1970–1983, ISSN 0341-1184
- Gesicherte Spuren. Hessling, Berlin 1972, ISBN 3-7769-0132-2
- Jahrtausende unter dem Pflaster von Berlin. Ausgrabungen zwischen Tegel und Nikolassee. Praeger, München 1973, ISBN 3-7796-4012-0
- Wo lag Alt-Spandau? Bericht über die Ergebnisse der archäologisch-historischen Forschung. Kreis der Freunde und Förderer des Heimatmuseums Spandau e. V., Berlin 1975
- Lebendiges Mittelalter in Berlin. Forschungen im Museumsdorf Düppel. Hessling, Berlin 1976, ISBN 3-7769-0153-5, 2. Auflage unter dem Titel Museumsdorf Düppel. Lebendiges Mittelalter in Berlin. Haude und Spener, Berlin 1981, ISBN 3-7759-0242-2
- mit Alfred Kernd'l: Archäologie einer Großstadt. 12000 Jahre Ur- und Frühgeschichte Berlins. Niederösterreichisches Landesmuseum, Wien 1979 (= Katalog des Niederösterreichischen Landesmuseums, N.F., 86), auch im Rheinland-Verlag, Köln 1976, ISBN 3-7927-0262-2 (= Kunst und Altertum am Rhein, Band 62)
- Edelmann... Bürger, Bauer, Bettelmann. Berlin im Mittelalter. Haude und Spener, Berlin 1979, ISBN 3-7759-0202-3, 2. Auflage Ullstein, Frankfurt am Main-Berlin-Wien 1981, ISBN 3-548-34055-5
- mit Liselotte Orgel-Köhne und Armin Orgel-Köhne: Museumsdorf Düppel. arani, Berlin 1980, ISBN 3-7605-8549-3
- Mit dem Spaten in die Berliner Vergangenheit. Eine archäologische Reise. Haude und Spener, Berlin 1981, ISBN 3-7759-0243-0 (= Berlinische Reminiszenzen, Band 54)
- mit Klara von Müller-Muci: Die Ausgrabungen auf dem Burgwall in Berlin-Spandau. Spiess, Berlin 1983, ISBN 3-88435-085-4 (Textband), ISBN 3-88435-086-2 (Beilagenband), (= Berliner Beiträge zur Vor- und Frühgeschichte, N.F., Band 3, Archäologisch-historische Forschungen in Spandau, Band 1)
- Die Archäologie Berlins. Von der Eiszeit bis zur mittelalterlichen Stadt. Lübbe, Bergisch Gladbach 1986, ISBN 3-7857-0430-5
- Reisebericht des Jacobus von Brügge. Museum für Vor- und Frühgeschichte, Berlin 1987, ISBN 3-88609-204-6
- mit Klara von Müller-Muci: Ausgrabungen und Funde auf dem Burgwall in Berlin-Spandau. Spiess, Berlin 1987, ISBN 3-89166-049-9 (= Berliner Beiträge zur Vor- und Frühgeschichte, N.F., Band 5, Archäologisch-historische Forschungen in Spandau, Band 2)
- mit Klara von Müller-Muci: Ausgrabungen, Funde und naturwissenschaftliche Untersuchung auf dem Burgwall in Berlin-Spandau. Spiess, Berlin 1989, ISBN 3-89166-068-5 (= Berliner Beiträge zur Vor- und Frühgeschichte, N.F., Band 6, Archäologisch-historische Forschungen in Spandau, Band 3)
- Als Berlin noch in den Tropen lag. Von der Eiszeit bis zur mittelalterlichen Stadt. Lübbe, Bergisch Gladbach 1990, ISBN 3-404-64094-2
- mit Klara von Müller-Muci und V. Nekuda: Die Keramik vom Burgwall in Berlin-Spandau. Spiess, Berlin 1993, ISBN 3-89166-163-0 (= Berliner Beiträge zur Vor- und Frühgeschichte, N.F., Band 8, Archäologisch-historische Forschungen in Spandau, Band 4)
- Unter dem Pflaster Berlins. Zehntausend Jahre Geschichte in Bildern. Argon, Berlin 1995, ISBN 3-87024-295-7
- Archäologische Spaziergänge. Das historische Berlin entdecken. Argon, Berlin 1995, ISBN 3-87024-419-4
- Spandau - Fürstenburg, Fernhandelsplatz und frühe Stadt. Neue Forschungsergebnisse zu seiner mittelalterlichen Geschichte. Kreis der Freunde und Förderer des Heimatmuseums Spandau, Spandau 1997
- mit Klara von Müller-Muci: Neue Forschungsergebnisse vom Burgwall in Berlin-Spandau. Staatliche Museen zu Berlin – Preußischer Kulturbesitz, Berlin 1999, ISBN 3-88609-407-3 (= Berliner Beiträge zur Vor- und Frühgeschichte, N.F., Band 9, Archäologisch-historische Forschungen in Spandau, Band 5)